# Триєдиний мозок
Триєдиний мозок (англ. Triune brain) — відкинута наукою еволюційна теорія розвитку мозку людини і ссавців взагалі, в якій виділено три ключові складові мозку, які діють відносно незалежно одна від одної: мозковий стовбур, лімбічна система і неокортекс, — з чим і пов'язана назва теорії. Теорія пропонувала підхід до розуміння того, як еволюціонував мозок у сукупності з його реакціями під еволюційним тиском і передбачала роздільну еволюцію частин мозку, за якої нові частини нашаровувалися на старі в ході еволюції, а також певною мірою їхнє незалежне одне від одного функціонування. З цієї позиції спочатку йшла еволюція поведінкових реакцій, потім до них додалися емоційні, потім емоційні реакції доповнилися когнітивними, що включають мислення, логіку і планування.
Концепція еволюції мозку, яку представив у 1960-х роках Пол Маклін, передбачала, що в основі мозку ссавців лежить «мозок рептилії», до якого у ссавців додалася лімбічна система, а у приматів — неокортекс. Концепція стала поширеним уявленням про те, як діє мозок ссавця і була визнана найвпливовішою теорією в нейробіології у період після Другої світової війни. Деякі нейробіологи добре прийняли цю концепцію, проте з еволюційної точки зору згодом цю теорію відкинуто як хибну. З погляду нейробіології ця концепція ніколи не мала достатньо сильної підтримки. Ще в 1960-х—1970-х роках виявлялися деякі невідповідності.
Концепція помилково припускала, що нові ділянки мозку під час еволюції хребетних додавалися поверх наявних, старих ділянок, розширюючи функціонал мозку. Фактично ж у всіх хребетних мозок можна розділити на передній, середній і задній мозок, які відрізняються формою, що простежує еволюцію від спільного предка, тобто основні еволюційні зміни стосувалися зміни наявних частин мозку, а не додавання нових. Концепція триєдиного мозку — одна з двох основних еволюційних теорій розвитку мозку разом із топологічною філогенетикою (теорія парцеляції), згідно з якою нові мозкові структури не нашаровувалися на старі, а відгалужувалися від наявних, не порушуючи топології.
Попри те, що концепція триєдиного мозку не відповідає сучасним уявленням нейробіології, а про її некоректність було відомо ще 1990 року, коли Пол Маклін випустив книгу про триєдиний мозок, концепція все ще залишається популярною (станом на 2020 рік) у галузі психології. Проте з погляду науки хибні уявлення слід коригувати. Неправильні припущення можуть скеровувати в неправильний бік і дослідження. Оскільки концепція виявилася досить привабливою та інтуїтивно зрозумілою, про неї все ще розповідається в багатьох підручниках та лекціях із психології.
Також концепція триєдиного мозку набула поширення в популярній «народній» психології, де її використовують для виправдання аморальної поведінки та для піднесення людини над рештою царства тварин. Однак насправді мозок людини в ході еволюції адаптувався під навколишній світ так само добре, як мозок інших тварин під навколишнє середовище, властиве цим тваринам. У неакадемічних колах концепція триєдиного мозку багато в чому стала відома завдяки книзі Карла Сагана «Дракони Едему», заснованій на цій концепції.

## Концепція
У традиційній концепції триєдиного мозку вважають, що кора головного мозку відіграє найважливішу роль у «вищих» функціях мозку, таких як пізнання та поведінкова регуляція, тоді як підкіркові структури мають у розумових процесах підлеглу роль або взагалі не задіяні в них.
За концепцією триєдиного мозку головний мозок людини складається з трьох частин: древній глибинний «рептильний мозок», середній (проміжний) — «лімбічна система» і вищий, який відповідає за свідомість, «неокортекс».

### Частини «триєдиного мозку»
Рептильний мозок (від лат. reptilia — плазуни) — згідно з гіпотезою триєдиного мозку є найдавнішою частиною головного мозку людини, сформованою в процесі еволюції, яка відповідає за біологічне виживання і тілесне функціювання. Рептильний мозок розташований у задній і центральній частинах мозку, включає мозковий стовбур і мозочок.
Лімбічна система (від лат. limbus — межа, край) — скупчення структур з кінцевого мозку, проміжного мозку (діенцефалону), та середнього мозку (мезенцефалону), лімбічна система не є окремою (функціональною) системою мозку. Точні межі лімбічної системи не визначені.
Неокортекс (від лат. neocortex), нова кора, ізокортекс — нові ділянки кори головного мозку людини; розташована у верхньому шарі півкуль мозку і відповідає за вищі нервові функції (сенсорне сприйняття, виконання моторних команд, усвідомлене мислення, мова). Структури мозку, аналогічні неокортексту, є в зародковому, в порівнянні з людиною, стані у більшості ссавців.
У нессавців (хордових) є ділянки мозку, гомологічні неокортексу ссавців — ділянки дорсального плаща (pallium).

## Історія

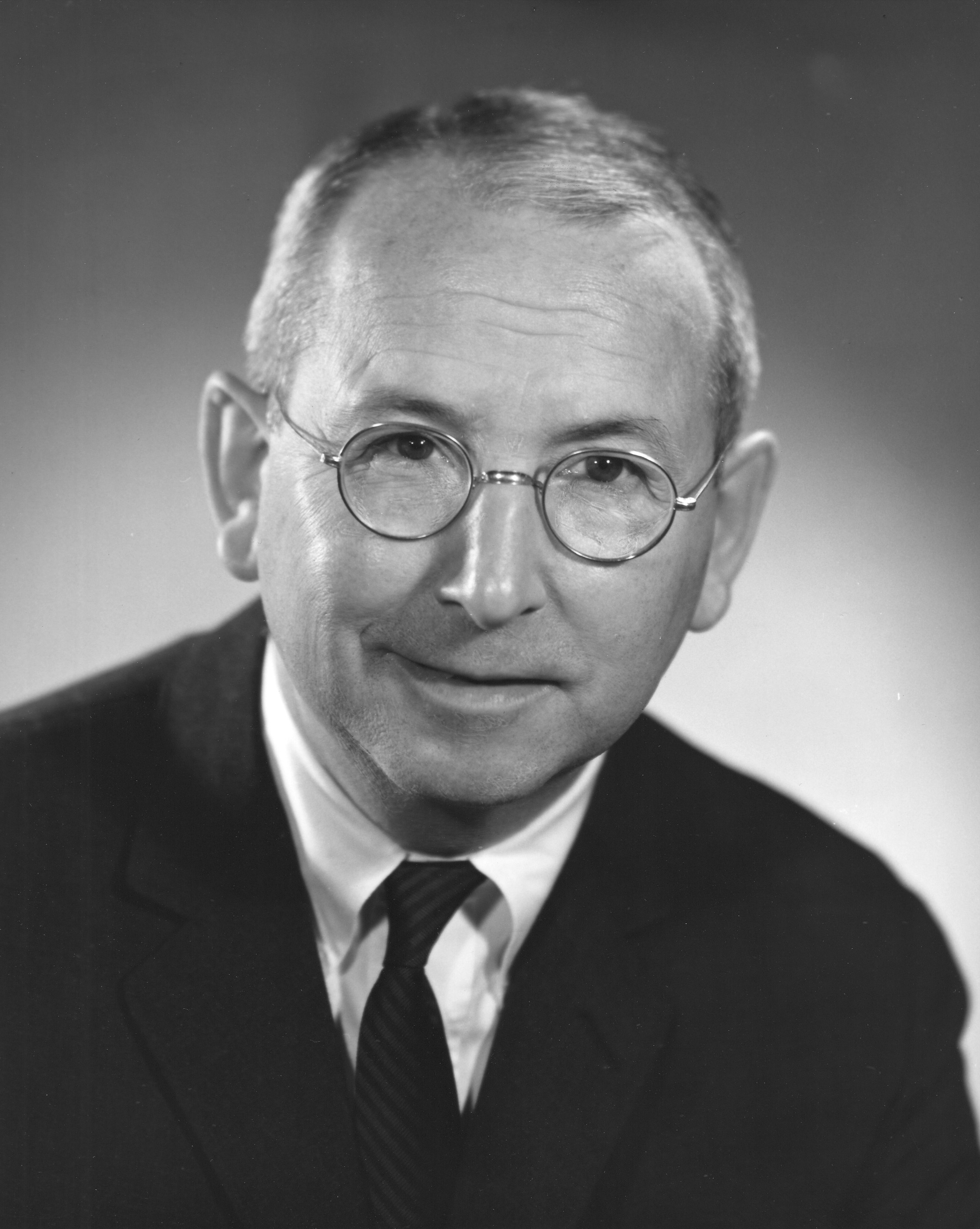

Теорію започаткував Пол Маклін у публікації 1949 року. Він вивчав електрокардіограми пацієнтів із психосоматичними захворюваннями і був упевнений, що емоційна складова цих захворювань лежить у глибоких структурах мозку, які він назвав вісцеральними. Пізніше, 1952 року він назвав цю частину мозку лімбічною системою; до неї увійшли гіпокамп, мигдалеподібне тіло і поясна звивина.
У 1960-х роках американський нейрофізіолог Пол Маклін у книзі «Триєдиний мозок в еволюції: роль у палеоцеребральних функціях» (англ. The Triune Brain in Evolution: Role in Paleocerebral Functions) описав «модель троїстого розуму». Він виділив у мозку людини три центри психічної активності, кожен з яких по-своєму реагує на поточні події.
Потім ідея про триєдиний мозок набула популярності завдяки американському популяризатору науки Карлу Сагану, який написав книгу «Дракони Едему: Міркування про еволюцію людського мозку», опубліковану 1977 року, за яку він 1978 року отримав Пулітцерівську премію. Ця книга сприяла популяризації ідеї в неакадемічних колах.

## Рептильний мозок

### Функції
У гіпотезі Макліна рептильний мозок відповідає за базові функції життєдіяльності організму: дихання, кровообіг, м'язові реакції, сон. У ньому закладено поведінкові стереотипи, пов'язані з інстинктом виживання і прагненням продовження роду. Цей мозок інстинктів, покликаний забезпечувати виживання нашого тіла, активується в надзвичайних ситуаціях, оскільки відповідає за збереження життя. Рептильний мозок корисний для негайних реакцій, він відповідає за функції, описувані дієсловами «бігти», «битися», «завмерти». Саме тому в надзвичайних ситуаціях спочатку відбувається реакція, дія, а потім уже осмислення.[джерело?]

### Поведінка людини
П. Маклін виділив шість основних типів базової поведінки рептилій та описав їх прояви у людини. Згідно з концепцією Макліна, рептильний мозок людини успадкував деякі характеристики та властивості рептилій.
- Рутинна поведінка. Їй характерна одноманітність та впорядкованість дій у часі (сон, пробудження, купання тощо). Ці уявлення про рутинну поведінку сьогодні активно використовують у маркетингу. Як зазначає А. Чаудхурі[15], формування товарного бренду по суті зводиться до створення прецеденту купівлі та перетворення купівлі товару саме цієї марки на рутинну дію.
- Ізопрактична поведінка. Поведінка, за якої особини діють у подібний спосіб (мітинги, демонстрації тощо).
- Тропістична поведінка. Таку поведінку тварин і людини можна розглядати як відтворення стійких моделей поведінки у зв'язку з конкретними зовнішніми подразниками (невербальними сигналами, кольорами, рухами).
- Повторення. П. Маклін визначає його як багаторазове здійснення певної дії.
- Відтворення. У формулюванні автора концепції відтворення визначено як «повторення певних дій, деяка кількість із яких співвідносяться багатозначно». Сюди можна віднести щорічне святкування тих самих свят.
- Обманна поведінка. У тварин вона відіграє важливу роль у виживанні. Обман у людей також не завжди зумовлений раціональними міркуваннями.

### Рептильний мозок у літературі
На рептильний мозок і концепцію триєдиного мозку посилаються Говард Блум (у книзі «Принцип Люцифера»), Артур Кестлер (стаття «Дух в машині»), Пітер Левін (у книзі «Пробудження тигра»).

## Критика
Неточності концепції «триєдиного мозку» продемонстровано під час ідентифікації структур базальних гангліїв у видів, примітивних до рептилій, та під час ідентифікації лімбічних структур у ссавців. Показано, що нессавці мають перивентрикулярні структури, гомологічні неокортексу ссавців, звані ділянками дорсального плаща (pallium). Разом з тим, теорія про «триєдиний мозок» є цілком логічним, але дуже поверховим поясненням принципу роботи мозку.
Концепція триєдиного мозку Макліна не знайшла підтвердження в еволюційній та експериментальній неврології. Її визнано застарілою й ненауковою. Неврологи дотримуються позиції, що робота мозку — це дуже складний процес, який неможливо розглядати в рамках такої простої моделі, якою є «триєдиний мозок».
Хоча концепція «триєдиного мозку» є спекулятивною та широко обговорюваною, вона залишається найпопулярнішою в сучасній нейрохірургічній літературі. У рамках нейронауки як загальнішого напряму цю теорію зазвичай уникають розглядати.

### Критика у психології
У психології часто апелюють до рептильного мозку для опису мотивів, що стоять над нашою поведінкою. Багато фахівців у галузі неврології заперечують проти таких простих формулювань та умовного поділу головного мозку.
Попри нехтування еволюційною теорією, концепція триєдиного мозку залишається популярною в «народній» психології (англ. folk psychology). У широкої публіки вона набула популярності завдяки простоті та ясності, а також здатності виправдати засуджувані мораллю вчинки — вона дає просте пояснення «поганих» вчинків і дає змогу людям перекласти відповідальність за такі свої дії на «рептильний мозок», який нібито дістався нам від «давнього звіра».
Також ідея про триєдиний мозок дозволяє «підняти» статус людини над іншими тваринами і підвищити самооцінку в людини, яка її дотримується: якщо «раціональний неокортекс» керує звіриним «рептильним мозком», отже, цей мозок — найвище організований, і його носій свідомо кращий, ніж будь-яка тварина.